# 에이티즈 월드 투어: 투워즈 더 라이트 : 윌 투 파워 인 시네마
《에이티즈 월드 투어 [투워즈 더 라이트 : 윌 투 파워] 인 시네마》는 2025년 5월 7일에 개봉한 대한민국의 공연 실황 영화이다.

## 캐스팅
- 에이티즈